# Bláznivá ze Chaillot
Bláznivá ze Chaillot (v originále La Folle de Chaillot) je satirická divadelní hra francouzského diplomata a spisovatele Jeana Giraudouxe.

## Vznik
Po vypuknutí války byl Giraudoux jmenován Commissaire général à l'Information, jakýmsi ministrem propagandy. Po německém útoku v květnu 1940 a nastolení Pétainova režimu v červnu se však stále více stahoval do soukromého života. V relativní normalitě, která ve Francii panovala od podzimu 1940 do konce roku 1943, navzdory německé okupaci vydal sbírku přednášek a esejů a napsal další hry, včetně La Folle de Chaillot. Ta se v roce 1943 stala jeho posledním dílem před jeho neobjasněným náhlým úmrtím.

## Forma
Hra se skládá ze dvou dějství a sleduje klasickou aristotelovskou jednotu času, místa a děje. Odehrává se na počátku 20. století v pařížské čtvrti Chaillot během jednoho dne.

## Děj
První dějství se odehrává na terase malé kavárny "Chez Francis" u Seiny. Skupina bezskrupulózních obchodníků (vlivný „prezident“, „baron“, „burzovní makléř“ a „prospektor“) hledají možnosti zisku. Ziskuchtivci chtějí založit akciovou společnost a část Paříže srovnat se zemí, protože pod městem předpokládají ložiska ropy, která chtějí začít těžit. Historie a kultura jsou pro ně bezcenné a stojí pouze v cestě zisku.
Čekají na mladého Pierra, kterého vydírají, aby za ně provedl bombový útok na dům státního inženýra, protože odmítá veškeré průzkumné vrty v Paříži. Pierra dostihne na poslední chvíli jeho svědomí a v zoufalství ze své situace chce spáchat sebevraždu, ale je zachráněn knockoutem muže a v bezvědomí odnesen do nedaleké kavárny. Tam se do něj zamiluje umývačka nádobí Irma.
V kavárně je i roztomilá a směšně výstřední postarší Aurélie, která si sem chodí pro zbytky jídla. Ostatní - umývačka nádobí Irma, filozofující sběrač hadrů, světově zkušený čistič kanalizací, číšník, květinářka, pouliční zpěvák a podomní prodavač tkaniček - ji uctivě oslovují „hraběnka“, stejně tak i místní policista. „Bláznivá hraběnka“ přesvědčí zoufalého Pierra o kráse života a dodá mu novou odvahu. Poté, co jí Pierre řekne o plánech spekulantů, rozhodne se jejich plány překazit.
Ve druhém dějství „bláznivá“ vymyslí lest se svými podobně svéráznými kamarádkami Constance, Gabrielle a Joséphine („šílenými“ z Passy, St-Sulpice a La Concorde) a osazenstvem kavárny. V předběžném soudním procesu nejprve odsoudí podnikatele a jejich pomocníky k smrti. Aurélie pozve spiklence do svého sklepního bytu pod záminkou, že tamní voda chutná po ropě. Schodiště vede z bytu dále dolů do pařížských stok, odkud ti, kdo je neznají, nemohou najít cestu ven. Jakmile spekulanti a zástupci senzačního tisku sejdou po schodech, „šílená“ za nimi navždy zavře dveře a vykoná tak vynesený rozsudek.
Aby byl šťastný konec dokonalý, Aurélie také způsobí, že se Irma a Pierre do sebe zamilují. Ona sama byla kdysi příliš plachá a propásla šanci na štěstí v lásce. Bojovným způsobem prohlašuje, že se v budoucnu postaví proti všem útokům na lidstvo.

## Interpretace
Hra je hořko-melancholickou satirou na činy spekulantů a prospěchářů v Paříži během německé okupace. Materialistický kapitalismus údajně založený na realitě a rozumu a údajně progresivní duch doby (prezident, baron, makléř a prospektor zastupují podnikatele, finanční svět, (peněžní) šlechtu i pokrok a moderní technologie jako celek) je vlastně šílený. Naopak šílenci, ztělesnění excentrickými přítelkyněmi, jsou ve skutečnosti těmi se zdravým rozumem, kteří si zachovali lásku ke svobodě a lidskosti. Oni a chudí a umělci, ztělesnění hadrářem, květinářkou, pouličním zpěvákem atd., jsou také jediní, kdo se neřídí (nemusí řídit) omezeními tohoto brutálního společenského systému, ale umí se chovat lidsky, neboť pro ně není ekonomika to nejdůležitější.
Giraudoux zahaluje toto jádro prohlášení do podoby poeticky zabalené moderní pohádky: všichni bezbožní dostanou svůj spravedlivý trest, radost ze života a vtip porazí mocný materialismus; milenci si najdou cestu k sobě.

## Představení a adaptace

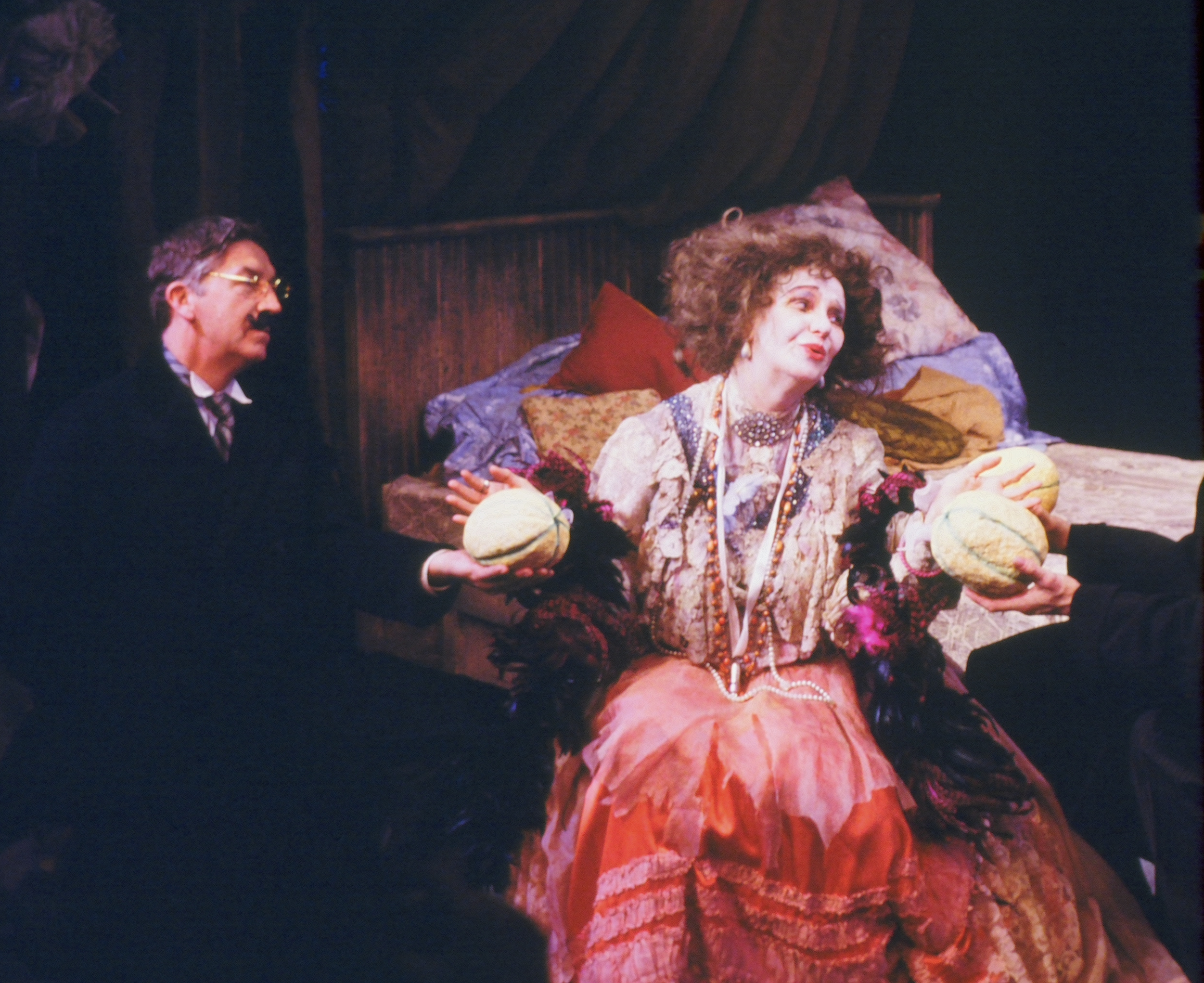
Vystoupení v New Yorku v roce 1984, v hlavní roli Geraldine Page, The Mirror Theatre Ltd.

Giraudouxova dramata se za německé okupace Francie nesměla hrát. Dílo vyšlo až posmrtně 19. prosince 1945. Hru uvedl premiérově v Théâtre de l'Athénée v Paříži Louis Jouvet po svém návratu z Ameriky.
Hra byla zfilmována v roce 1969 podle scénáře Edwarda Anhalta a v režii Bryana Forbese, v hlavní roli s Katharine Hepburn (anglický původní název: The Madwoman of Chaillot). Ve stejném roce vznikla broadwayská muzikálová adaptace Maurice Valency pod názvem Dear World. Inscenace jako balet s hudbou Rodiona Ščedrina se uskutečnila v Paříži v roce 1992 v Espace Cardin.

## Vydání
- La folle de Chaillot. Paříž: Grasset 1946.